# Giennadij Kriuczkin
Giennadij Władimirowicz Kriuczkin (ros. Геннадий Владимирович Крючкин, ur. 22 października 1958 we wsi Spasskoje) – rosyjski wioślarz reprezentujący ZSRR i WNP, srebrny medalista igrzysk olimpijskich i dwukrotny medalista mistrzostw świata.

## Kariera
Wystąpił na igrzyskach olimpijskich w Moskwie w 1980, gdzie osada ZSRR w składzie: Wiktor Pieriewiercew, Giennadij Kriuczkin i Aleksandr Łukjanow zdobyła srebrny medal w dwójkach ze sternikiem. W wyścigu finałowym uplasowali się o 0,81 sekundy za osadą NRD i o 1,57 sekundy przez osadą Jugosławii. Brał także udział w igrzyskach olimpijskich w Barcelonie w 1992, zajmując szóste miejsce w czwórkach ze sternikiem.
Ponadto zdobył srebrne medale w dwójkach bez sternika na mistrzostwach świata w Duisburgu (1983) oraz w czwórkach bez sternika na mistrzostwach świata w Heindonk (1985).
W 1984 otrzymał tytuł Zasłużonego Mistrza Sportu ZSRR.
Reprezentował barwy wojskowego klubu CSK VMF Moskwa, posiadał stopień majora.